# Missulena manningensis
Espèce
Missulena manningensis est une espèce d'araignées mygalomorphes de la famille des Actinopodidae.

## Distribution
Cette espèce est endémique du Goldfields-Esperance en Australie-Occidentale,. Elle se rencontre vers Boorabbin sur le mont Manning.

## Description
Le mâle holotype mesure 8,95 mm.

## Étymologie
Son nom d'espèce, composé de manning et du suffixe latin -ensis, « qui vit dans, qui habite », lui a été donné en référence au lieu de sa découverte, le mont Manning.

## Publication originale
- Greenberg, Huey, Framenau & Harms, 2021 : « Three new species of mouse spider (Araneae: Actinopodidae: Missulena Walckenaer, 1805) from Western Australia, including an assessment of intraspecific variability in a widespread species from the arid biome. » Arthropod Systematics & Phylogeny, vol. 79, p. 509-533 (texte intégral).